# Mailänder Platz
Der Mailänder Platz ist ein Platz im Stuttgarter Europaviertel.

## Geographie

### Name
Der Platz ist, wie alle anderen Straßen und Plätze im Europaviertel nach einer großen europäischen Stadt benannt. Hier ist es Mailand, die zweitgrößte Stadt Italiens.

### Verkehrsanbindung
Der Mailänder Platz ist über die Haltestellen Stadtbibliothek (im Westen) und Budapester Platz (im Osten) an das ÖPNV-Netz des VVS angebunden. Diese werden von verschiedenen Stadtbahn- und Stadtbuslinien angefahren.
Der Platz ist für den Fahrzeugverkehr gesperrt. Unter einem Teil des Platzes führt der Tunnel Wagenladungsstraße hindurch.

## Geschichte
Der Platz ist im Zuge der Entwicklung des Europaviertels entstanden. Die Pläne für den Platz stammen vom Büro Dreiseitl aus Überlingen. Es hatte sich in einem Wettbewerb gegen elf Konkurrenten durchgesetzt.
Bauherr war die Landeshauptstadt Stuttgart. Der 5000 Quadratmeter große Platz ist im Jahr 2014 entstanden und hat 1,75 Millionen Euro gekostet.
Die Verbindungswege in Richtung Wolframstraße zwischen den Gebäudeteilen des Milaneos (siehe Karte) werden ebenfalls als „Mailänder Platz“ geführt.

## Bebauung
Von der Nordwest- bis zur Ostseite wird der Platz von Gebäuden des Milaneos eingefasst. An der Südseite steht die Stadtbibliothek am Mailänder Platz, an der Südwestecke entstand der Turm am Mailänder Platz.

## Gestaltung

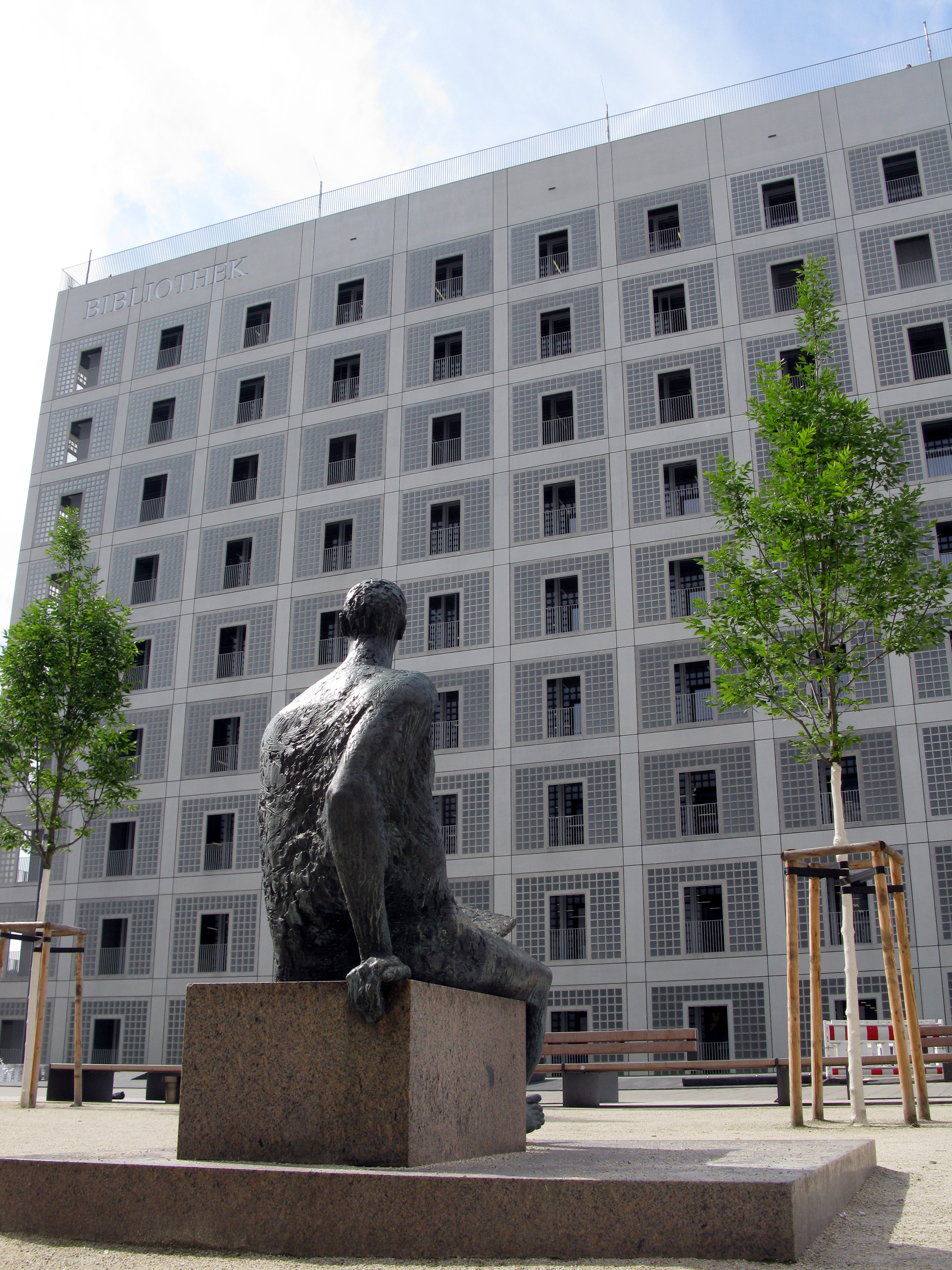
Skulptur auf dem Platz mit Blick auf die Stadtbibliothek

Auf dem Platz stehen 16 Eschen. 80 Meter lange Wasserspiele werden zum Teil mit Regenwasser vom Dach des Milaneo gespeist, das in einer Zisterne unter dem Platz gesammelt und aufbereitet wird. Auf dem Platz findet sich die Skulptur „Sitzender lesend“ des Künstlers Fritz Nuss.
Im Abstimmungsportal zum Stuttgarter Bürgerhaushalt wurde 2023 eine Begrünung des Europaviertels gewünscht. Weitere Baumpflanzungen auf dem Mailänder Platz wurden zuvor zurückgewiesen mit Verweis auf das Urheberrecht des Architekten. Die Stadtverwaltung stellte klar, dass „weitere Baumpflanzungen [...] auf dem Mailänder Platz nicht möglich [seien], da die Wagenladungsstraße mit sehr geringer Überdeckung darunter durchführ[e].“